# Championnats de Belgique de triathlon
Les championnats de Belgique de triathlon ont lieu tous les ans.

## Palmarès du championnat de Belgique courte distance élite
| Année       | Lieu                                                  | Hommes                                                | Hommes                                                | Hommes                                                | Femmes                                                | Femmes                                                | Femmes                                                |  |  |
| ----------- | ----------------------------------------------------- | ----------------------------------------------------- | ----------------------------------------------------- | ----------------------------------------------------- | ----------------------------------------------------- | ----------------------------------------------------- | ----------------------------------------------------- |  |  |
| Année       | Lieu                                                  | 1985                                                  | Berlare                                               | Karel Blondeel                                        |                                                       |                                                       |                                                       |  |  |
| 1986 à 1992 |                                                       |                                                       |                                                       |                                                       |                                                       |                                                       |                                                       |  |  |
| 1993        | Kapelle                                               | Karel Blondeel                                        | Danny Simons                                          | Kris Marien                                           | Mieke Suys                                            | Christel van Eesbeek                                  | Chantal Duck                                          |  |  |
| 1994        |                                                       |                                                       |                                                       |                                                       |                                                       |                                                       |                                                       |  |  |
| 1995        | Menin                                                 |                                                       |                                                       |                                                       |                                                       |                                                       | Kathleen Smet                                         |  |  |
| 1996        | Mol                                                   |                                                       |                                                       |                                                       | Kathleen Smet                                         |                                                       |                                                       |  |  |
| 1997        | Kapelle                                               |                                                       |                                                       |                                                       | Mieke Suys                                            | Kathleen Smet                                         |                                                       |  |  |
| 1998        | Middelkerke                                           | Marc Herremans                                        | Danny Simons                                          | Philip Segers                                         | Kathleen Smet                                         | Mieke Suys                                            |                                                       |  |  |
| 1999        | Mol                                                   | Marc Herremans                                        |                                                       |                                                       |                                                       |                                                       |                                                       |  |  |
| 2000        | Middelkerke                                           | Rutger Beke                                           | Marino Vanhoenacker                                   | Kjell Verleysen                                       | Kathleen Smet                                         | Heidi Veramme                                         | Christel van Eesbeeck                                 |  |  |
| 2001        | Antoing                                               | Rutger Beke                                           | Marc Herremans                                        | Marino Vanhoenacker                                   | Jessica Mayon                                         | Céline Rositano                                       | Liesbeth De Schrijver                                 |  |  |
| 2002        | Louvain                                               | Frederik Van Lierde                                   | Axel Zeebroek                                         | Rutger Beke                                           | Kathleen Smet                                         | Jessica Mayon                                         | Céline Rositano                                       |  |  |
| 2003        | Louvain                                               | Rutger Beke                                           | Peter Croes                                           | Kjell Verleysen                                       | Kathleen Smet                                         | Mieke Suys                                            | Céline Rositano                                       |  |  |
| 2004        | Meerhout                                              | Rutger Beke                                           | Peter Croes                                           | Koen Hoeyberghs                                       | Kathleen Smet                                         | Mieke Suys                                            | Joke Coysman                                          |  |  |
| 2005        | Vilvorde                                              | Frederik Van Lierde                                   | Axel Zeebroek                                         | Stijn Goris                                           | Kathleen Smet                                         | Joke Coysman                                          | Heidi Veramme                                         |  |  |
| 2006        | Antoing                                               | Stijn Goris                                           | Kjell Verleysen                                       | Dennis Devriendt                                      | Céline Rositano                                       | Jessica Mayon                                         | Joke Coysman                                          |  |  |
| 2007        | Weiswampach                                           | Peter Croes                                           | Stijn Goris                                           | Lander Dircken                                        | Jessica Mayon                                         | Ailes Kristien                                        | Sofie Goos                                            |  |  |
| 2008        | Courtrai                                              | Simon De Cuyper                                       | Stijn Goris                                           | Lander Dircken                                        | Joke Coysman                                          | Sofie Goos                                            | Katrien Verstuyft                                     |  |  |
| 2009        | Izegem                                                | Axel Zeebroek                                         | Bart Aernouts                                         | Kjell Verleysen                                       | Katrien Verstuyft                                     | Joke Coysman                                          | Karolien Geerts                                       |  |  |
| 2010        | Tournai                                               | Peter Croes                                           | Stijn Goris                                           | Michael Rosu                                          | Alexandra Tondeur                                     | Marjolein Truyers                                     | Karolien Geerts                                       |  |  |
| 2011        | Izegem                                                | Peter Croes                                           | Simon De Cuyper                                       | Pieter Heemeryck                                      | Sofie Hooghe                                          | Joke Coysman                                          | Eline De Smedt                                        |  |  |
| 2012        | Malines                                               | Simon De Cuyper                                       | Pieter Heemeryck                                      | Marc Geerts                                           | Katrien Verstuyft                                     | Jolien Lewyllie                                       | Sofie Hooghe                                          |  |  |
| 2013        | Brasschaat                                            | Simon De Cuyper                                       | Pieter Heemeryck                                      | Peter Denteneer                                       | Katrien Verstuyft                                     | Alexandra Tondeur                                     | Xenia Luxem                                           |  |  |
| 2014        | Courtrai                                              | Pieter Heemeryck                                      | Simon De Cuyper                                       | Tom Suetens                                           | Sofie Hooghe                                          | Alexandra Tondeur                                     | Xenia Luxem                                           |  |  |
| 2015        | Eau d'Heure                                           | Jelle Geens                                           | Pieter Heemeryck                                      | Jonathan Wayaffe                                      | Katrien Verstuyft                                     | Charlotte Deldaele                                    | Christine Verdonck                                    |  |  |
| 2016        | Izegem                                                | Simon De Cuyper                                       | Tom Mets                                              | Stijn Goris                                           | Sofie Hooghe                                          | Ine Couckuyt                                          | Sara Van de Vel                                       |  |  |
| 2017        | Izegem                                                | Arthur De Jaegher                                     | Antonio Hernaert                                      | Tom Suetens                                           | Valerie Barthelemy                                    | Sofie Hooghe                                          | Katrien Verstuyft                                     |  |  |
| 2018        | Izegem                                                | Tim Van Hemel                                         | Pieter Heemeryck                                      | Neal Van Vaerenbergh                                  | Valerie Barthelemy                                    | Charlotte Deldaele                                    | Katrien Verstuyft                                     |  |  |
| 2019        | Wuustwezel                                            | Simon De Cuyper                                       | Pieter Heemeryck                                      | Tim Van Hemel                                         | Laura Swannet                                         | Jolien Vermeylen                                      | Hanne De Vet                                          |  |  |
| 2020        | Championnat annulé pour cause de pandémie de Covid-19 | Championnat annulé pour cause de pandémie de Covid-19 | Championnat annulé pour cause de pandémie de Covid-19 | Championnat annulé pour cause de pandémie de Covid-19 | Championnat annulé pour cause de pandémie de Covid-19 | Championnat annulé pour cause de pandémie de Covid-19 | Championnat annulé pour cause de pandémie de Covid-19 |  |  |
| 2021        | Hofstade                                              | Jonathan Wayaffe                                      | Thomas Guilmot                                        | Alexis Krug                                           | Jolien Vermeylen                                      | Katrien Maes                                          | Charlotte Deldaele                                    |  |  |
| 2022        | Kinrooi                                               | Jonathan Wayaffe                                      | Joran Driesen                                         | Dieter Boeye                                          | Jolien Vermeylen                                      | Katrien Maes                                          | Charlotte Deldaele                                    |  |  |
| 2023        | Libramont                                             | Simon De Cuyper                                       | Jarne Ameye                                           | Stef Corthouts                                        | Katrien Maes                                          | Nele Dequae                                           | Hannelore Willen                                      |  |  |
| 2024        | Mechelen                                              | Jonathan Wayaffe                                      | Toon Mariën                                           | Jarne Ameye                                           | Hannelore Willen                                      | Hasse Fleerackers                                     | Rhune Vansteenkiste                                   |  |  |